# Viktor (Sergejev)
Viktor (světským jménem: Viktor Fjodorovič Sergejev; * 22. prosince 1954, Kambarka) je ruský duchovní Ruské pravoslavné církve a biskup glazovský a igrinský.

## Život
Narodil se 22. prosince 1954 v Kambarce.
Roku 1970 dokončil ve svém rodném městě střední školu č. 2. Poté nastoupil na Kambarskou strojírenskou technickou školu. Roku 1979 dokončil mechanicko-technickou fakultu Iževského mechanického institutu.
Od roku 1973 pracoval v Kambarském strojírenském závodu a v letech 1979–1987 v produkci společnosti "Ižmaš". V letech 1987–1989 byl asistentem kameramana 2. kategorie v Udmurtské televizi. Poté se stal kameramanem dokumentárních a hraných filmů v různých filmových studiích, včetně Iževského filmového studia "Kajros".
Roku 1991 dokončil dálkové studium kameramanské fakulty Všesvazového státního institutu kinematografie.
Roku 1992 navštěvoval eparchiální katechetické kurzy a od února 1993 sloužil na klirosu chrámu svatého Mikuláše ve vesnici Zavjalovo. Dne 15. června 1993 začal sloužit na klirosu katedrálního chrámu Svaté Trojice v Iževsku.
Dne 21. července 1993 byl v chrámu Ikony Matky Boží Kazaňské ve vesnici Možga arcibiskupem iževským a udmurtským Mykolajem (Škrumkem) rukopoložen na diákona a 8. srpna v chrámu Svaté Trojice v Iževsku na jereje. Od 20. září 1993 byl představeným chrámu svatého archanděla Michaela ve vesnici Malaja Purga.
Dne 28. června 1994 se stal stálým duchovním katedrálního chrámu svatého Alexandra Něvského v Iževsku. Od 9. ledna 2000 byl předsedou rady Bratrstva svatého blahověrného velikého knížete Alexandra Něvského v Iževsku a od 4. září stejného roku představeným modlitebny svatého velikomučedníka Pantelejmona v nemocničním komplexu "Avtozavod" ("Ižmaš").
Roku 2001 dokončil dálkové studium na Moskevském duchovním semináři.
Roku 2003 byl povýšen na protojereje.
Od 19. února 2003 byl představeným chrámu svatých Carských mučedníků v Iževsku a 15. března 2004 chrámu svatých apoštolům rovných Konstantina a Heleny ve vesnici Selty, chrámu Nanebevstoupení Páně ve vesnici Uzi a chrámu Svaté Trojice ve vesnici Valamaz.
Dne 24. listopadu 2004 působil jako vedoucí misionářského oddělení eparchie.
Dne 12. května 2006 byl ustanoven představeným chrámu svatých Carských mučedníků v Iževsku a 28. srpna předsedou rady Bratrstva svatého blahověrného velikého knížete Alexandra Něvského.
Dne 7. srpna 2007 se stal členem Všeruského pravoslavného bratrstva Jana Předchůdce "Trezvenie" a byl koordinátorem tohoto bratrstva v Privolžském federálním okruhu.
Dne 9. července 2008 se stal představeným chrámu Proměnění Páně v Glazově a blagočinným Glazovského okruhu iževské eparchie.
Dne 31. srpna 2011 byl jmenován představeným chrámu Ikony Matky Boží "Ukoj mé bolesti" v Glazově a 20. srpna 2013 chrámu svatých Carských mučedníků v Iževsku.
Dne 1. listopadu 2013 byl ustanoven vedoucím oddělení prevence závislostí iževské eparchie a 20. března 2014 vedoucím oddělení sociální služby a církevní charity.
Dne 11. dubna 2014 byl archimandritou Juvenalijem (Rožinym) postřižen na monacha se jménem Viktor na počest svatého vyznavače Viktora (Ostrovidova), biskupa glazovského.
Dne 25. července 2014 jej Svatý synod zvolil biskupem glazovským a igrinským. Dne 27. července byl v katedrálním chrámu svatého Alexandra Něvského v Iževsku povýšen na archimandritu a o tři dny později byl v chrámu Všech svatých monastýru Danilov v Moskvě oficiálně jmenován biskupem. Dne 31. srpna 2014 proběhla v katedrálním chrámu Proměnění Páně v Tambově jeho biskupská chirotonie. Světiteli byli patriarcha moskevský Kirill, metropolita petrohradský a ladožský Varsonofij (Sudakov), metropolita iževský a udmurtský Mykolaj (Škrumko), metropolita tambovský a rasskazovský Feodosij (Vasněv), metropolita rjazaňský a michajlovský Veniamin (Zaryckyj), metropolita saratovský a volský Longin (Korčagin), metropolita saranský a mordovský Zynovij (Korzynkin), biskup solněčnogorský Sergij (Čašin), biskup uvarovský a kirsanovský Ignatij (Rumjancev), biskup mičurinský a moršanský Germogen (Seryj) a biskup sarapulský a možginský Viktorin (Kostěnkov).